# Blue Jeans (film)
Blue Jeans è un film del 1975 diretto da Mario Imperoli.
È il quarto film di Gloria Guida, preceduto da La ragazzina, La minorenne e Quella età maliziosa.

## Trama
Daniela, prostituta minorenne detta "Blue Jeans", viene fermata per atti osceni in luogo pubblico. Dichiara alla polizia di essere orfana di madre e di non conoscere il padre che, dopo alcune ricerche dell'autorità, viene individuato nel restauratore Carlo Anselmi; questi deve quindi occuparsi della ragazza, almeno finché non si concluderanno le pratiche del reato commesso da Daniela.
L'ingresso della ragazza nella vita di Carlo comporta non poche conseguenze: Marisa, compagna di Carlo, gelosa, decide di abbandonare il castello dove la coppia alloggia mentre Carlo restaura alcuni affreschi. Tra Daniela e Carlo si crea un rapporto di comprensione e affetto, ma quest'equilibrio viene minato dall'arrivo di Sergio, un giovane che si finge muto e che salva Daniela dal morso d'una serpe. Per sdebitarsi, Carlo gli offre vitto e alloggio in cambio di qualche mansione.
Sergio si rivela però il protettore di Daniela e intende sfruttare la situazione per uccidere Carlo, in modo che Daniela ne erediti tutto il denaro: ma lei s'è troppo affezionata e salva il padre dalla trappola preparatagli da Sergio. Questi, in preda all'ira, procuratosi una pistola, e sorpreso da Carlo mentre abusava di Daniela, gli spara ferendolo mortalmente; Daniela lo vendica facendolo precipitare nella trappola preparata per il padre.
Rimasta senza più legami familiari, Daniela torna a prostituirsi.

## Accoglienza
Il film, uscito il 17 marzo 1975, ha incassato circa 310 milioni di lire al botteghino italiano.
Il critico cinematografico Vittorio Spiga lo ha definito «un fumetto per adulti che sfocia in una vera esaltazione del notevole culo di Gloria Guida».